# Alemania en la Copa Mundial de Fútbol de 2006
La selección de Alemania fue uno de los 32 equipos participantes de la Copa Mundial de Fútbol de 2006, torneo que se llevó a cabo del 9 de junio al 9 de julio en Alemania.
El seleccionado alemán clasificó gracias a su derecho de organizador del torneo. A pesar de ser el subcampeón de la Copa Mundial de Fútbol de 2002, Alemania había tenido una pobre participación en torneos previos, siendo eliminada en primera fase en la Eurocopa 2004 y perdiendo en las semifinales de la Copa Confederaciones 2005.
Durante la realización del torneo, tuvo una irregular participación en la primera fase: aunque comenzó con un importante triunfo ante Costa Rica, tuvo un mediocre partido ante Polonia logrando anotar a los 90' y finalmente demostró un brillante juego al derrotar por 3:0 a Ecuador, pasando a los octavos de final.
En la segunda ronda, la calidad del equipo comenzó a ganar confianza en el país organizador, especialmente tras la contundente victoria sobre Suecia en octavos de final. En el partido siguiente, tras una tanda de penales, los teutones derrotaron a Argentina. Aunque en semifinales fueron derrotados por la eventual campeona, la selección italiana, Alemania sorprendió al mundo obteniendo el tercer lugar, luego de que previo al torneo muchos especialistas manifestaban su preocupación por el bajo rendimiento de la selección hasta ese momento.

## Preparación

### Partidos previos
Datos correspondientes al periodo entre la finalización de la Copa FIFA Confederaciones 2005 y el inicio de la Copa Mundial de Fútbol de 2006
| Fecha                   | Lugar                 | Competición |              |                             | Resultado |                                       |                |
| ----------------------- | --------------------- | ----------- | ------------ | --------------------------- | --------- | ------------------------------------- | -------------- |
| 17 de agosto de 2005    | Róterdam              | Amistoso    | Países Bajos | Bandera de los Países Bajos | 2:2 (1:0) | Bandera de Alemania                   | Alemania       |
| 3 de septiembre de 2005 | Bratislava            | Amistoso    | Eslovaquia   | Bandera de Eslovaquia       | 2:0 (2:0) | Bandera de Alemania                   | Alemania       |
| 7 de septiembre de 2005 | Bremen                | Amistoso    | Alemania     | Bandera de Alemania         | 4:2 (1:1) | Bandera de Sudáfrica                  | Sudáfrica      |
| 8 de octubre de 2005    | Estambul              | Amistoso    | Turquía      | Bandera de Turquía          | 2:1 (1:0) | Bandera de Alemania                   | Alemania       |
| 12 de octubre de 2005   | Hamburgo              | Amistoso    | Alemania     | Bandera de Alemania         | 1:0 (0:0) | Bandera de la República Popular China | China          |
| 12 de noviembre de 2005 | París                 | Amistoso    | Francia      | Bandera de Francia          | 0:0       | Bandera de Alemania                   | Alemania       |
| 1 de marzo de 2006      | Florencia             | Amistoso    | Italia       | Bandera de Italia           | 4:1 (3:0) | Bandera de Alemania                   | Alemania       |
| 22 de marzo de 2006     | Dortmund              | Amistoso    | Alemania     | Bandera de Alemania         | 4:1 (0:0) | Bandera de Estados Unidos             | Estados Unidos |
| 27 de mayo de 2006      | Friburgo de Brisgovia | Amistoso    | Alemania     | Bandera de Alemania         | 7:0 (3:0) | Bandera de Luxemburgo                 | Luxemburgo     |
| 30 de mayo de 2006      | Leverkusen            | Amistoso    | Alemania     | Bandera de Alemania         | 2:2 (0:0) | Bandera de Japón                      | Japón          |
| 2 de junio de 2006      | Mönchengladbach       | Amistoso    | Alemania     | Bandera de Alemania         | 3:0 (2:0) | Bandera de Colombia                   | Colombia       |

## Uniforme

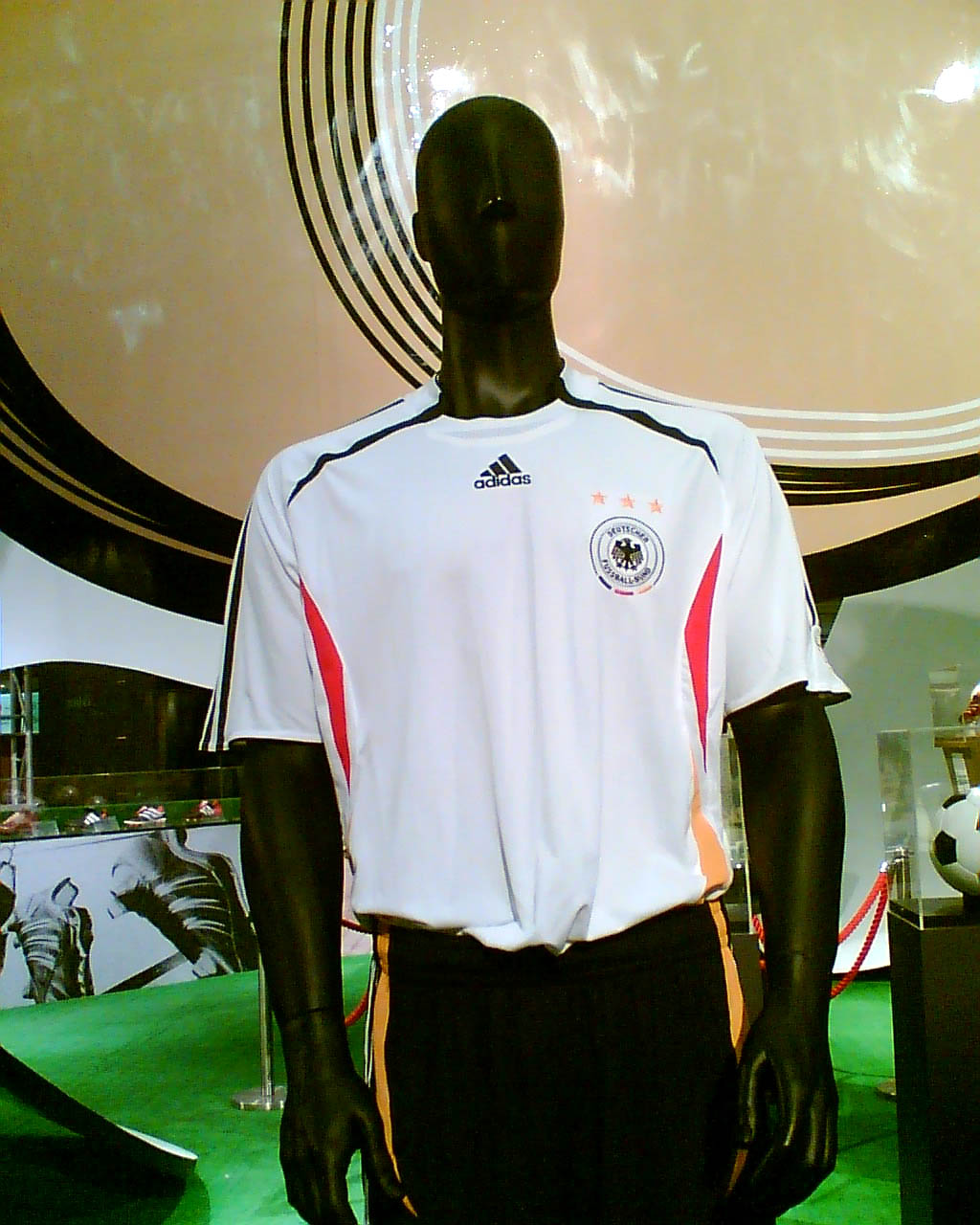
Uniforme titular diseñado por Adidas.

### Oficial

#### Manga corta
| Opción 1 | Opción 2 | Opción 3 | Opción 4 |

#### Manga larga
| Opción 1 | Opción 2 | Opción 3 | Opción 4 |

### Alternativo

#### Manga corta
| Opción 1 | Opción 2 | Opción 3 | Opción 4 |

#### Manga larga
| Opción 1 | Opción 2 | Opción 3 | Opción 4 |

### Portero

#### Manga corta
| Opción 1 | Opción 2 | Opción 3 |

#### Manga larga
| Opción 1 | Opción 2 | Opción 3 |

### Entrenamiento
| Jugadores | Portero |

### Cuerpo técnico
|  |

## Plantel
Datos corresponden a situación previo al inicio del torneo
| #     | Nombre                 | Posición      | Edad | PJ Sel | Club                     |
| ----- | ---------------------- | ------------- | ---- | ------ | ------------------------ |
| 1     | Jens Lehmann           | Portero       | 36   | 32     | Arsenal                  |
| 2     | Marcell Jansen         | Defensa       | 20   | 7      | Borussia Mönchengladbach |
| 3     | Arne Friedrich         | Defensa       | 27   | 36     | Hertha Berlín            |
| 4     | Robert Huth            | Defensa       | 21   | 16     | Chelsea                  |
| 5     | Sebastian Kehl         | Delantero     | 26   | 27     | Borussia Dortmund        |
| 6     | Jens Nowotny           | Defensa       | 32   | 46     | Bayer 04 Leverkusen      |
| 7     | Bastian Schweinsteiger | Mediocampista | 21   | 28     | Bayern de Múnich         |
| 8     | Torsten Frings         | Mediocampista | 30   | 52     | Werder Bremen            |
| 9     | Mike Hanke             | Delantero     | 22   | 6      | VfL Wolfsburgo           |
| 10    | Oliver Neuville        | Delantero     | 33   | 55     | Borussia Mönchengladbach |
| 11    | Miroslav Klose         | Delantero     | 28   | 55     | Werder Bremen            |
| 12    | Oliver Kahn            | Portero       | 36   | 85     | Bayern de Múnich         |
| 13    | Michael Ballack        | Mediocampista | 29   | 65     | Bayern de Múnich         |
| 14    | Gerald Asamoah         | Delantero     | 27   | 40     | Schalke 04               |
| 15    | Thomas Hitzlsperger    | Mediocampista | 22   | 15     | Stuttgart                |
| 16    | Philipp Lahm           | Defensa       | 22   | 18     | Bayern de Múnich         |
| 17    | Per Mertesacker        | Defensa       | 21   | 23     | Hannover 96              |
| 18    | Tim Borowski           | Mediocampista | 26   | 20     | Werder Bremen            |
| 19    | Bernd Schneider        | Defensa       | 32   | 64     | Bayer 04 Leverkusen      |
| 20    | Lukas Podolski         | Delantero     | 21   | 25     | Köln                     |
| 21    | Christoph Metzelder    | Defensa       | 25   | 22     | Borussia Dortmund        |
| 22    | David Odonkor          | Delantero     | 27   | 1      | Borussia Dortmund        |
| 23    | Timo Hildebrand        | Portero       | 27   | 3      | Stuttgart                |
| D. T. | Jürgen Klinsmann       |               |      |        |                          |

## Participación

### Grupo A
Alemania ingresó directamente al Grupo A de la Copa Mundial como sede organizadora de la misma, acompañado por Ecuador (que se había clasificado como tercera en su zona), Polonia (clasificado como uno de los mejores segundos en su eliminatoria) y Costa Rica (que finalizó en tercera posición en el Grupo Final de su confederación).
La selección de Alemania disputó el partido inaugural de la Copa frente a Costa Rica en el Allianz Arena de Múnich, el día 9 de junio. El equipo germánico se puso en ventaja rápidamente con un gol de Philipp Lahm, apenas seis minutos después de comenzado el encuentro, aunque el conjunto centroamericano logró empatar el partido poco después por medio de Paulo Wanchope. Sin embargo, el alemán Miroslav Klose volvió a poner a su equipo arriba antes de llegar a los veinte minutos de la primera parte. Ya en el segundo tiempo, el mismo jugador anotó el tercer tanto para aumentar la diferencia, a pesar de que Wanchope descontó más tarde. Torsten Frings fue el jugador que anotó el último gol de los europeos para el 4-2 definitivo, a tan solo tres minutos de la finalización del encuentro. Por sus dos goles, el futbolista Miroslav Klose fue elegido Jugador Budweiser del partido, que casualmente ese mismo día festebaja su cumpleaños número 28.
Cinco días más tarde, Alemania debió enfrentarse a Polonia. El partido se llevó a cabo en el Signal Iduna Park, de la ciudad de Dortmund, y se presentó como el más complicado para el conjunto germánico dentro de la fase de grupos, que luego de noventa minutos de incesable pelea, encontró el gol gracias a Oliver Neuville en tiempo de descuento de la segunda parte. Philipp Lahm fue elegido como el Jugador Budweiser del partido. El triunfo logrado frente a la selección polaca, sumado al obtenido días antes frente a Costa Rica y al gran desempeño del conjunto ecuatoriano (que también derrotó a las mismas selecciones), posicionaron a Alemania directamente en los octavos de final de la Copa, días antes de tener que enfrentarse al equipo sudamericano para cerrar la fase de grupos.
El 20 de junio, las selecciones de Alemania y Ecuador se presentaron en el Estadio Olímpico de la ciudad de Berlín con el objetivo de definir cual de ambos finalizaría ganando el grupo y cual terminaría en segundo lugar (ambos equipos ya estaban clasificados a la siguiente ronda). Bastaron solamente cuatro minutos para que el conjunto germánico abriera el marcador por medio de Miroslav Klose, mismo jugador que convirtió el segundo tanto a solamente minutos de que acabe el primer tiempo. Lukas Podolski dio cifras definitivas al partido luego de anotar el tercero en los minutos iniciales del segundo período. De esa manera, Alemania se clasificó primera en la zona por quinta vez consecutiva en la historia. Michael Ballack fue elegido Jugador Budweiser del partido.
| Pos. | Equipo     | Pts. | PJ | PG | PE | PP | GF | GC | Dif. |
| ---- | ---------- | ---- | -- | -- | -- | -- | -- | -- | ---- |
| 1.º  | Alemania   | 9    | 3  | 3  | 0  | 0  | 8  | 2  | 6    |
| 2.º  | Ecuador    | 6    | 3  | 2  | 0  | 1  | 5  | 3  | 2    |
| 3.º  | Polonia    | 3    | 3  | 1  | 0  | 2  | 2  | 4  | −2   |
| 4.º  | Costa Rica | 0    | 3  | 0  | 0  | 3  | 3  | 9  | −6   |

|  | Clasificados a la Segunda Fase |

| 9 de junio de 2006, 18:00 | Alemania                             | 4:2 (2:1) | Costa Rica       | Est. de la Copa Mundial, Múnich                              |                                                              |
|                           | Lahm 6' · Klose 17' 61' · Frings 87' | Reporte   | Wanchope 12' 73' | Asistencia: 66 000 espectadores Árbitro(s): Horacio Elizondo | Asistencia: 66 000 espectadores Árbitro(s): Horacio Elizondo |

| Alemania | Alemania | Costa Rica | Costa Rica | Formación |
| -------- | --- | --- | ---------- | --------- |
| Alemania | Primera Fase (Grupo A), 1.ª Fecha 9 de junio de 2006 en Estadio de la Copa Mundial de la FIFA de Múnich Resultado: 4:2 Asistentes: 66.000 Árbitro: Horacio Elizondo (Argentina) Reporte                                                                            | Primera Fase (Grupo A), 1.ª Fecha 9 de junio de 2006 en Estadio de la Copa Mundial de la FIFA de Múnich Resultado: 4:2 Asistentes: 66.000 Árbitro: Horacio Elizondo (Argentina) Reporte                                                                        | Costa Rica |           |
| Alemania | (1) Jens Lehmann · (3) Arne Friedrich · (17) Per Mertesacker · (21) Christoph Metzelder · (16) Philipp Lahm · (8) Torsten Frings · (19) Bernd Schneider 90+1' · (7) Bastian Schweinsteiger · (18) Tim Borowski 72' · (11) Miroslav Klose 79' · (20) Lukas Podolski | (18) José Francisco Porras · (4) Michael Umaña · (20) Douglas Sequeira · (3) Luis Marín · (6) Danny Fonseca · (8) Mauricio Solís 78' · (5) Gilberto Martínez 66' · (12) Leonardo González · (11) Rónald Gómez 90+1' · (10) Walter Centeno · (9) Paulo Wanchope | Costa Rica |           |
| Alemania | Jürgen Klinsmann | Alexandre Guimarães | Costa Rica |           |
| Alemania | (5) Sebastian Kehl 72' · (10) Oliver Neuville 79' · (22) David Odonkor 90+1' | (2) Jervis Drummond 66' · (7) Christian Bolaños 78' · (14) Randall Azofeifa 90+1' | Costa Rica |           |
| Alemania | Goles | | Costa Rica |           |
| Alemania | 1:0 6' Philipp Lahm · 2:1 17' Miroslav Klose · 3:1 61' Miroslav Klose · 4:2 87' Torsten Frings | · 1:1 12' Paulo Wanchope · 3:2 73' Paulo Wanchope | Costa Rica |           |
| Alemania | Tarjetas amarillas | | Costa Rica |           |
| Alemania | 30' Danny Fonseca | | Costa Rica |           |
| Alemania | Man of the Match: Miroslav Klose | | Costa Rica |           |

| 14 de junio de 2006, 21:00 | Alemania       | 1:0 (0:0) | Polonia | Est. de la Copa Mundial, Dortmund                                 |                                                                   |
|                            | Neuville 90+1' | Reporte   |         | Asistencia: 65 000 espectadores Árbitro(s): Luis Medina Cantalejo | Asistencia: 65 000 espectadores Árbitro(s): Luis Medina Cantalejo |

| Alemania | Alemania | Polonia | Polonia | Formación |
| -------- | --- | --- | ------- | --------- |
| Alemania | Primera Fase (Grupo A), 2.ª Fecha 14 de junio de 2006 en Estadio de la Copa Mundial de la FIFA de Dortmund Resultado: 1:0 Asistentes: 65.000 Árbitro: Luis Medina Cantalejo (España) Reporte                                                                        | Primera Fase (Grupo A), 2.ª Fecha 14 de junio de 2006 en Estadio de la Copa Mundial de la FIFA de Dortmund Resultado: 1:0 Asistentes: 65.000 Árbitro: Luis Medina Cantalejo (España) Reporte                                                                         | Polonia |           |
| Alemania | (1) Jens Lehmann · (3) Arne Friedrich 64' · (17) Per Mertesacker · (21) Christoph Metzelder · (16) Philipp Lahm · (19) Bernd Schneider · (8) Torsten Frings · (13) Michael Ballack · (7) Bastian Schweinsteiger 77' · (11) Miroslav Klose · (20) Lukas Podolski 71' | (1) Artur Boruc · (4) Marcin Baszczyński · (19) Bartosz Bosacki · (6) Jacek Bąk · (14) Michał Żewłakow 83' · (7) Radosław Sobolewski · (16) Arkadiusz Radomski · (21) Ireneusz Jeleń 90+1' · (15) Euzebiusz Smolarek · (8) Jacek Krzynówek 77' · (9) Maciej Żurawski | Polonia |           |
| Alemania | Jürgen Klinsmann | Paweł Janas | Polonia |           |
| Alemania | (22) David Odonkor 64' · (10) Oliver Neuville 71' · (18) Tim Borowski 77' | (18) Mariusz Lewandowski 77' · (17) Dariusz Dudka 83' · (23) Paweł Brożek 90+1' | Polonia |           |
| Alemania | Goles | | Polonia |           |
| Alemania | 1:0 90+1' Oliver Neuville | | Polonia |           |
| Alemania | Tarjetas amarillas | | Polonia |           |
| Alemania | 58' Michael Ballack · 68' David Odonkor · 70' Christoph Metzelder | 3' Jacek Krzynówek · 28' Radosław Sobolewski · 89' Artur Boruc | Polonia |           |
| Alemania | Doble amarilla | | Polonia |           |
| Alemania | 75' Radosław Sobolewski | | Polonia |           |
| Alemania | Man of the Match: Philipp Lahm | | Polonia |           |

| 20 de junio de 2006, 16:00 | Ecuador | 0:3 (0:2) | Alemania                    | Estadio Olímpico de Berlín, Berlín                          |                                                             |
|                            |         | Reporte   | Klose 4' 44' · Podolski 57' | Asistencia: 72 000 espectadores Árbitro(s): Valentín Ivanov | Asistencia: 72 000 espectadores Árbitro(s): Valentín Ivanov |

| Ecuador | Ecuador | Alemania | Alemania | Formación |
| ------- | --- | --- | -------- | --------- |
| Ecuador | Primera Fase (Grupo A), 3.ª Fecha 20 de junio de 2006 en Estadio Olímpico de Berlín Resultado: 0:3 Asistentes: 72.000 Árbitro: Valentín Ivanov (Rusia) Reporte                                                                                      | Primera Fase (Grupo A), 3.ª Fecha 20 de junio de 2006 en Estadio Olímpico de Berlín Resultado: 0:3 Asistentes: 72.000 Árbitro: Valentín Ivanov (Rusia) Reporte                                                                                             | Alemania |           |
| Ecuador | (12) Cristhian Mora · (4) Ulises de la Cruz · (2) Jorge Guagua · (17) Giovanny Espinoza · (13) Paúl Ambrosi · (8) Édison Méndez · (20) Edwin Tenorio · (15) Marlon Ayoví 68' · (16) Antonio Valencia 63' · (10) Iván Kaviedes · (9) Félix Borja 46' | (1) Jens Lehmann · (3) Arne Friedrich · (17) Per Mertesacker · (4) Robert Huth · (16) Philipp Lahm · (19) Bernd Schneider 73' · (8) Torsten Frings 66' · (13) Michael Ballack · (7) Bastian Schweinsteiger · (11) Miroslav Klose 66' · (20) Lukas Podolski | Alemania |           |
| Ecuador | Luis Fernando Suárez | Jürgen Klinsmann | Alemania |           |
| Ecuador | (23) Christian Benítez 46' · (7) Christian Lara 63' · (6) Patricio Urrutia 68' | (10) Oliver Neuville 66' · (18) Tim Borowski 66' · (14) Gerald Asamoah 73' | Alemania |           |
| Ecuador | Goles | | Alemania |           |
| Ecuador | 0:1 4' Miroslav Klose · 0:2 44' Miroslav Klose · 0:3 57' Lukas Podolski | | Alemania |           |
| Ecuador | Tarjetas amarillas | | Alemania |           |
| Ecuador | 52' Antonio Valencia | 75' Tim Borowski | Alemania |           |
| Ecuador | Man of the Match: Michael Ballack | | Alemania |           |

### Octavos de final
| 24 de junio de 2006, 17:00 | Alemania        | 2:0 (2:0) | Suecia | Est. de la Copa Mundial, Múnich                          |                                                          |
|                            | Podolski 4' 12' | Reporte   |        | Asistencia: 66 000 espectadores Árbitro(s): Carlos Simon | Asistencia: 66 000 espectadores Árbitro(s): Carlos Simon |

| Alemania | Alemania | Suecia | Suecia | Formación |
| -------- | --- | --- | ------ | --------- |
| Alemania | Octavos de final 24 de junio de 2006 en Estadio de la Copa Mundial de la FIFA de Múnich Resultado: 2:0 Asistentes: 66.000 Árbitro: Carlos Simon (Brasil) Reporte | Octavos de final 24 de junio de 2006 en Estadio de la Copa Mundial de la FIFA de Múnich Resultado: 2:0 Asistentes: 66.000 Árbitro: Carlos Simon (Brasil) Reporte                                                                                             | Suecia |           |
| Alemania | (1) Jens Lehmann · (3) Arne Friedrich · (17) Per Mertesacker · (21) Christoph Metzelder · (16) Philipp Lahm · (19) Bernd Schneider · (8) Torsten Frings 85' · (13) Michael Ballack · (7) Bastian Schweinsteiger 72' · (11) Miroslav Klose · (20) Lukas Podolski 74' | (1) Andreas Isaksson · (7) Niclas Alexandersson · (4) Teddy Lučić · (3) Olof Mellberg · (5) Erik Edman · (6) Tobias Linderoth · (18) Mattias Jonson 52' · (16) Kim Källström 39' · (9) Fredrik Ljungberg · (10) Zlatan Ibrahimović 72' · (11) Henrik Larsson | Suecia |           |
| Alemania | Jürgen Klinsmann | Lars Lagerbäck | Suecia |           |
| Alemania | (18) Tim Borowski 72' · (10) Oliver Neuville 74' · (5) Sebastian Kehl 85' | (13) Petter Hansson 39' · (21) Christian Wilhelmsson 52' · (20) Marcus Allbäck 72' | Suecia |           |
| Alemania | Goles | | Suecia |           |
| Alemania | 1:0 4' Lukas Podolski · 2:0 12' Lukas Podolski | | Suecia |           |
| Alemania | Tarjetas amarillas | | Suecia |           |
| Alemania | 27' Torsten Frings | 28' Teddy Lučić · 48' Mattias Jonson · 78' Marcus Allbäck | Suecia |           |
| Alemania | Doble amarilla | | Suecia |           |
| Alemania | 35' Teddy Lučić | | Suecia |           |
| Alemania | Man of the Match: Miroslav Klose | | Suecia |           |

### Cuartos de final
| 30 de junio de 2006, 17:00 | Alemania                                 | 1:1 (1:1, 0:0) (t. s.)(4:2 p.) | Argentina                            | Estadio Olímpico de Berlín, Berlín                       |                                                          |
|                            | Klose 80'                                | Reporte                        | Ayala 49'                            | Asistencia: 72 000 espectadores Árbitro(s): Ľuboš Micheľ | Asistencia: 72 000 espectadores Árbitro(s): Ľuboš Micheľ |
|                            |                                          | Tiros desde el punto penal     |                                      |                                                          |                                                          |
|                            | Neuville · Ballack · Podolski · Borowski |                                | Cruz · Ayala · Rodríguez · Cambiasso |                                                          |                                                          |

| Alemania | Alemania | Argentina | Argentina | Formación |
| -------- | --- | --- | --------- | --------- |
| Alemania | Cuartos de final 30 de junio de 2006 en Estadio Olímpico de Berlín Resultado: 1:1 (t. s.) (4:2 p.) Asistentes: 72.000 Árbitro: Ľuboš Micheľ (Eslovaquia) Reporte | Cuartos de final 30 de junio de 2006 en Estadio Olímpico de Berlín Resultado: 1:1 (t. s.) (4:2 p.) Asistentes: 72.000 Árbitro: Ľuboš Micheľ (Eslovaquia) Reporte | Argentina |           |
| Alemania | (1) Jens Lehmann · (3) Arne Friedrich · (17) Per Mertesacker · (21) Christoph Metzelder · (16) Philipp Lahm · (19) Bernd Schneider 62' · (8) Torsten Frings · (13) Michael Ballack · (7) Bastian Schweinsteiger 74' · (11) Miroslav Klose 86' · (20) Lukas Podolski | (1) Roberto Abbondanzieri 71' · (4) Fabricio Coloccini · (2) Roberto Ayala · (6) Gabriel Heinze · (3) Juan Pablo Sorín · (8) Javier Mascherano · (18) Maxi Rodríguez · (22) Lucho González · (10) Juan Román Riquelme 72' · (9) Hernán Crespo 79' · (11) Carlos Tévez | Argentina |           |
| Alemania | Jürgen Klinsmann | José Néstor Pékerman | Argentina |           |
| Alemania | (22) David Odonkor 62' · (18) Tim Borowski 74' · (10) Oliver Neuville 86' | (12) Leo Franco 71' · (5) Esteban Cambiasso 72' · (20) Julio Ricardo Cruz 79' | Argentina |           |
| Alemania | Goles | | Argentina |           |
| Alemania | · 1:1 80' Miroslav Klose | 0:1 49' Roberto Ayala | Argentina |           |
| Alemania | Penales | | Argentina |           |
| Alemania | 1:0 Oliver Neuville · 2:1 Michael Ballack · 3:1 Lukas Podolski · 4:2 Tim Borowski | · 1:1 Julio Ricardo Cruz · 2:1 Roberto Ayala · 3:2 Maxi Rodríguez · 4:2 Esteban Cambiasso | Argentina |           |
| Alemania | Tarjetas amarillas | | Argentina |           |
| Alemania | 3' Lukas Podolski · 90+4' David Odonkor · 114' Arne Friedrich | 46' Juan Pablo Sorín · 60' Javier Mascherano · 88' Maxi Rodríguez · 95' Julio Ricardo Cruz | Argentina |           |
| Alemania | Tarjetas rojas | | Argentina |           |
| Alemania | 120' Leandro Cufré | | Argentina |           |
| Alemania | Man of the Match: Michael Ballack | | Argentina |           |

### Semifinales
| 4 de julio de 2006, 21:00 | Alemania | 0:2 (t. s.) | Italia                          | Est. de la Copa Mundial, Dortmund                             |                                                               |
|                           |          | Reporte     | Grosso 119' · Del Piero 120'+1' | Asistencia: 65 000 espectadores Árbitro(s): Armando Archundia | Asistencia: 65 000 espectadores Árbitro(s): Armando Archundia |

| Alemania | Alemania | Italia | Italia | Formación |
| -------- | --- | --- | ------ | --------- |
| Alemania | Semifinales 4 de julio de 2006 en Estadio de la Copa Mundial de la FIFA de Dortmund Resultado: 0:2 (t. s.) Asistentes: 65.000 Árbitro: Benito Archundia (México) Reporte                                                                                    | Semifinales 4 de julio de 2006 en Estadio de la Copa Mundial de la FIFA de Dortmund Resultado: 0:2 (t. s.) Asistentes: 65.000 Árbitro: Benito Archundia (México) Reporte                                                                                    | Italia |           |
| Alemania | (1) Jens Lehmann · (3) Arne Friedrich · (17) Per Mertesacker · (21) Christoph Metzelder · (16) Philipp Lahm · (19) Bernd Schneider 83' · (5) Sebastian Kehl · (13) Michael Ballack · (18) Tim Borowski 73' · (11) Miroslav Klose 111' · (20) Lukas Podolski | (1) Gianluigi Buffon · (19) Gianluca Zambrotta · (5) Fabio Cannavaro · (23) Marco Materazzi · (3) Fabio Grosso · (16) Mauro Camoranesi 91' · (21) Andrea Pirlo · (8) Gennaro Gattuso · (20) Simone Perrotta 104' · (10) Francesco Totti · (9) Luca Toni 74' | Italia |           |
| Alemania | Jürgen Klinsmann | Marcello Lippi | Italia |           |
| Alemania | (7) Bastian Schweinsteiger 73' · (22) David Odonkor 83' · (10) Oliver Neuville 111' | (11) Alberto Gilardino 74' · (15) Vincenzo Iaquinta 91' · (7) Alessandro Del Piero 104' | Italia |           |
| Alemania | Goles | | Italia |           |
| Alemania | 0:1 119' Fabio Grosso · 0:2 120+1' Alessandro Del Piero | | Italia |           |
| Alemania | Tarjetas amarillas | | Italia |           |
| Alemania | 40' Tim Borowski · 56' Christoph Metzelder | 90' Mauro Camoranesi | Italia |           |
| Alemania | Man of the Match: Andrea Pirlo | | Italia |           |

### Tercer lugar
| 8 de julio de 2006, 21:00 | Alemania                                  | 3:1 (0:0) | Portugal       | Gottlieb-Daimler-Stadion, Stuttgart                       |                                                           |
|                           | Schweinsteiger 56' 78' · Petit 60' (a.g.) | Reporte   | Nuno Gomes 88' | Asistencia: 52 000 espectadores Árbitro(s): Toru Kamikawa | Asistencia: 52 000 espectadores Árbitro(s): Toru Kamikawa |

| Alemania | Alemania | Portugal | Portugal | Formación |
| -------- | --- | --- | -------- | --------- |
| Alemania | Partido por el tercer lugar 8 de julio de 2006 en Gottlieb-Daimler-Stadion de Stuttgart Resultado: 3:1 Asistentes: 52.000 Árbitro: Tōru Kamikawa (Japón) Reporte                                                                                              | Partido por el tercer lugar 8 de julio de 2006 en Gottlieb-Daimler-Stadion de Stuttgart Resultado: 3:1 Asistentes: 52.000 Árbitro: Tōru Kamikawa (Japón) Reporte                                                        | Portugal |           |
| Alemania | (12) Oliver Kahn · (16) Philipp Lahm · (6) Jens Nowotny · (21) Christoph Metzelder · (2) Marcell Jansen · (19) Bernd Schneider · (5) Sebastian Kehl · (8) Torsten Frings · (7) Bastian Schweinsteiger 79' · (11) Miroslav Klose 65' · (20) Lukas Podolski 71' | (1) Ricardo Pereira · (2) Paulo Ferreira · (5) Fernando Meira · (4) Ricardo Costa · (14) Nuno Valente 69' · (18) Maniche · (6) Costinha 46' · (17) Cristiano Ronaldo · (20) Deco · (11) Simão Sabrosa · (9) Pauleta 77' | Portugal |           |
| Alemania | Jürgen Klinsmann | Luiz Felipe Scolari | Portugal |           |
| Alemania | (10) Oliver Neuville 65' · (9) Mike Hanke 71' · (15) Thomas Hitzlsperger 79' | (8) Petit 46' · (21) Nuno Gomes 69' · (7) Luís Figo 77' | Portugal |           |
| Alemania | Goles | | Portugal |           |
| Alemania | 1:0 56' Bastian Schweinsteiger · 2:0 60' (a.g.) Petit · 3:0 78' Bastian Schweinsteiger | · 3:1 88' Nuno Gomes | Portugal |           |
| Alemania | Tarjetas amarillas | | Portugal |           |
| Alemania | 7' Torsten Frings · 78' Bastian Schweinsteiger | 24' Ricardo Costa · 33' Costinha · 60' Paulo Ferreira | Portugal |           |
| Alemania | Man of the Match: Bastian Schweinsteiger | | Portugal |           |

## Estadísticas
| Equipo | Equipo   | Pts | PJ | PG | PE | PP | GF | GC | Dif | Rend  |
| ------ | -------- | --- | -- | -- | -- | -- | -- | -- | --- | ----- |
| 1      | Italia   | 17  | 7  | 5  | 2  | 0  | 12 | 2  | 10  | 80,9% |
| 2      | Francia  | 15  | 7  | 4  | 3  | 0  | 9  | 3  | 6   | 71,4% |
| 3      | Alemania | 16  | 7  | 5  | 1  | 1  | 14 | 6  | 8   | 76,2% |

### Participación de jugadores
| #  | Nombre                 | Posición      | PJ | Min |   | Asist | Tiros  | Faltas |   |   |
| -- | ---------------------- | ------------- | -- | --- | - | ----- | ------ | ------ | - | - |
| 2  | Marcell Jansen         | Defensa       | 1  | 90  | 0 | 0     | 0      | 1-1    | 0 | 0 |
| 3  | Arne Friedrich         | Defensa       | 6  | 573 | 0 | 0     | 4      | 10-11  | 1 | 0 |
| 4  | Robert Huth            | Defensa       | 1  | 90  | 0 | 0     | 0      | 0-0    | 0 | 0 |
| 5  | Sebastian Kehl         | Mediocampista | 4  | 235 | 0 | 0     | 4      | 2-5    | 0 | 0 |
| 6  | Jens Nowotny           | Defensa       | 1  | 90  | 0 | 0     | 0      | 0-1    | 0 | 0 |
| 7  | Bastian Schweinsteiger | Mediocampista | 7  | 526 | 2 | 3     | 8      | 13-9   | 1 | 0 |
| 8  | Torsten Frings         | Mediocampista | 6  | 539 | 1 | 0     | 6      | 8-12   | 2 | 0 |
| 9  | Mike Hanke             | Delantero     | 1  | 20  | 0 | 0     | 0      | 0-0    | 0 | 0 |
| 10 | Oliver Neuville        | Delantero     | 7  | 145 | 1 | 0     | 4      | 4-4    | 0 | 0 |
| 11 | Miroslav Klose         | Delantero     | 7  | 582 | 5 | 1     | 20     | 19-15  | 0 | 0 |
| 13 | Michael Ballack        | Mediocampista | 5  | 510 | 0 | 1     | 22     | 18-11  | 1 | 0 |
| 14 | Gerald Asamoah         | Delantero     | 1  | 18  | 0 | 0     | 1      | 1-1    | 0 | 0 |
| 15 | Thomas Hitzlsperger    | Mediocampista | 1  | 12  | 0 | 0     | 0      | 0-0    | 0 | 0 |
| 16 | Philipp Lahm           | Defensa       | 7  | 690 | 1 | 0     | 5      | 10-5   | 0 | 0 |
| 17 | Per Mertesacker        | Defensa       | 6  | 600 | 0 | 0     | 3      | 6-4    | 0 | 0 |
| 18 | Tim Borowski           | Mediocampista | 6  | 248 | 0 | 1     | 4      | 4-7    | 2 | 0 |
| 19 | Bernd Schneider        | Mediocampista | 7  | 574 | 0 | 1     | 7      | 7-14   | 0 | 0 |
| 20 | Lukas Podolski         | Delantero     | 7  | 633 | 3 | 0     | 22     | 17-15  | 1 | 0 |
| 21 | Christoph Metzelder    | Defensa       | 6  | 600 | 0 | 0     | 2      | 8-8    | 2 | 0 |
| 22 | David Odonkor          | Delantero     | 4  | 125 | 0 | 1     | 1      | 3-2    | 2 | 0 |
| #  | Nombre                 | Posición      | PJ | Min |   | Prom. | Atajos | Faltas |   |   |
| 1  | Jens Lehmann           | Portero       | 6  | 600 | 5 | 0,83  | 13     | 0-0    | 0 | 0 |
| 12 | Oliver Kahn            | Portero       | 1  | 90  | 1 | 1,00  | 7      | 0-0    | 0 | 0 |
| 23 | Timo Hildebrand        | Portero       | 0  | 0   | 0 | 0,00  | 0      | 0-0    | 0 | 0 |

## Curiosidades
- Alemania, tras este torneo, se mantuvo invicta en las cuatro tandas de penales que ha disputado en toda la historia de la Copa Mundial de Fútbol.
- Alemania fue el equipo con el mayor número de entradas a lo largo del torneo: 220.
- El grato ambiente generado en el equipo alemán durante el torneo fue un acto ejemplar para el resto de los competidores. A tal punto llegó el compañerismo que el arquero titular, Jens Lehmann, cedió su puesto a su histórico rival, Oliver Kahn, para el partido de definición del tercer lugar.[5]
- El partido por los cuartos de final, disputado en el Estadio Olímpico de Berlín ante Argentina fue definido por penales. Antes de cada penal ejecutado por el seleccionado argentino, el portero Jens Lehmann miraba un papel que tenía guardado en su media derecha, acertando luego la dirección de todos los penales y deteniendo dos de ellos. Posteriormente, el cuerpo técnico alemán reconoció que había estudiado a los pateadores argentinos durante años, y que ese papel contenía la información detallada de cada jugador.[6][7] Sin embargo, posteriormente la lista fue dada a conocer y sólo dos de los cinco tiros fueron efectivamente predichos; los restantes jugadores de la lista no participaron en el lanzamiento de penales.[8] La lista sería posteriormente subastada en un millón de euros (donados a una institución de caridad) y fue incorporado a la muestra permanente de la Casa de la Historia, en Bonn.[9]
- Desde 1934, Alemania ha obtenido el tercer lugar cada 36 años. En las tres ocasiones en que ha llegado a esta instancia (1934, 1970 y 2006), Italia llegó a la final.
- Alemania fue campeona por última vez en Italia 1990, torneo en que los anfitriones obtuvieron el tercer lugar. En 2006, el resultado fue inverso: Italia fue campeona y Alemania obtuvo la medalla de bronce.
- En un concurso realizado por Hyundai, los aficionados de los equipos eligieron un lema para cada seleccionado, el cual sería colocado en los buses que transportarían a los jugadores a lo largo del país. El eslogan elegido para Alemania fue «Für Deutschland, durch Deutschland» (Por Alemania a lo largo de Alemania)[10]
- El fabricante de relojes Casio, quien fue el cronometrador oficial del torneo, lanzó una edición especial de su modelo G-Shock DW-5600 con los colores negro y blanco, característicos del uniforme de la selección alemana.[11] Sin embargo, un curioso error en la combinación de los colores del reloj provocó que la bandera alemana se confundiera con la de Bélgica, país que no clasificó a la Copa del Mundo.[12]
- Alemania eligió la ciudad de Berlín como su "cuartel" durante la realización del torneo.